# Patulul
Patulul é uma cidade da Guatemala do departamento de Suchitepéquez.